# 消化酶
消化酶（英語：digestive enzymes）是将聚合的高分子降解为他们的构建单元的酶类，以促进他们被身体吸收。消化酶类可在动物（及人）的消化管内找到，在那里帮助食物的消化，他们也存在于细胞中，特别是在其溶酶体中发挥作用，以维护细胞中的残留物。消化酶类多种多样，他们存在于：由唾腺分泌的唾液之中、由胃内壁细胞分泌的胃液之中、由胰腺外分泌细胞分泌的胰液之中以及在肠（大与小）胃分泌物之中。